# Jan Michaelis
Jan Michaelis (Amburgo, 15 gennaio 1978) è un ex snowboarder tedesco.

## Biografia
Specializzato nell'halfpipe e attivo a livello internazionale dal 2000, Michaelis ha debuttato in Coppa del Mondo il 10 dicembre dello stesso anno, giungendo 10º a Whistler. Il 10 febbraio dell'anno seguente ha ottenuto il suo primo podio, nonché la sua prima vittoria, imponendosi a Berchtesgaden. Nelle stagioni  2001-2002 e 2005-2006 si è aggiudicato la Coppa del Mondo di halfpipe.
In carriera ha preso parte a due rassegne olimpiche e a tre iridate.

## Palmarès

### Coppa del Mondo
- Vincitore della Coppa del Mondo di halfpipe nel 2002 e nel 2006
- Miglior piazzamento nella Coppa del Mondo generale di freestyle: 4º nel 2006
- 14 podi:
  - 4 vittorie
  - 4 secondi posti
  - 6 terzi posti

#### Coppa del Mondo - vittorie
| Data             | Luogo         | Paese     | Disciplina |
| ---------------- | ------------- | --------- | ---------- |
| 10 febbraio 2001 | Berchtesgaden | Germania  | HP         |
| 25 gennaio 2002  | Kreischberg   | Austria   | HP         |
| 13 marzo 2002    | Ruka          | Finlandia | HP         |
| 20 gennaio 2006  | Leysin        | Svizzera  | HP         |

Legenda:

HP = Halfpipe